# Can Xicola del Figueró
Can Xicola del Figueró és una obra amb elements gòtics de Figaró-Montmany (Vallès Oriental) inclosa a l'Inventari del Patrimoni Arquitectònic de Catalunya.

## Descripció
Edifici unit lateralment a una altra casa.
Casa de planta baixa, dos pisos i golfes.
La teulada a dues aigües, aiguavés a façana i té ràfec a la catalana. Sembla que hi ha un cap de biga que sobresurt de la façana actual.
A les cantonades, pedres angulars amb sentit decoratiu, de color destacat. Sis finestres quadrades, més una més petita al mur lateral.

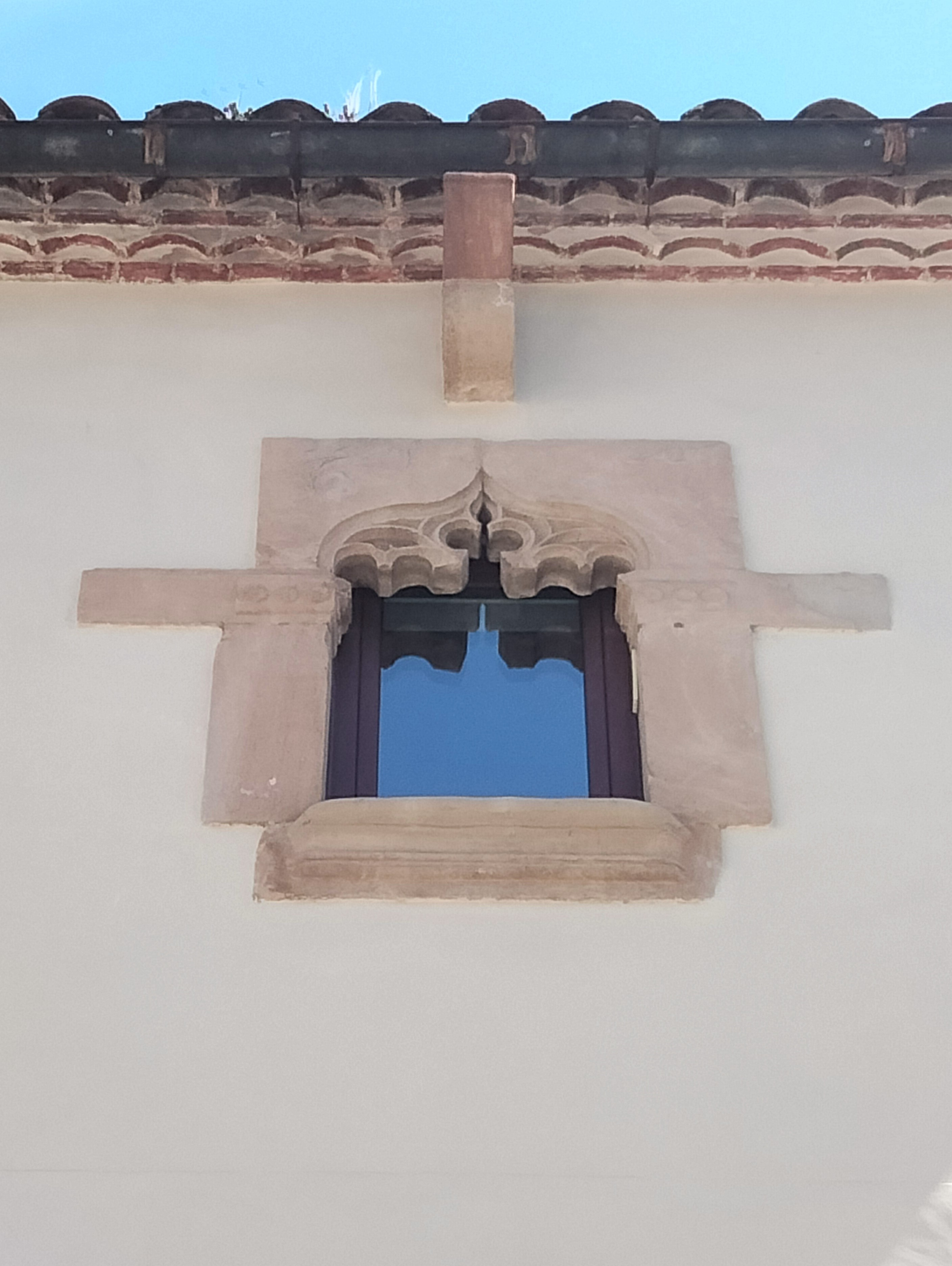
Finestra gòtica d'arc conopial reaprofitada d'una construcció anterior

A la façana es troba el portal dovellat, un balcó de ferro i a sobre una finestra, que podria haver estat traslladada o reaprofitada, d'arc conopial del que pengen arquets típic del gòtic del segle xvi.

## Història
Hem de tenir en compte que el poble del Figaró va néixer al segle xvii i que entre els anys 1673 i 1709 s'hi establiren 11 famílies. Per tant, la casa no pot ser més antiga, potser només resta de la original la finestra, i la resta és posterior.